# Goddert
Goddert település Németországban, Rajna-vidék-Pfalz tartományban. Lakosainak száma 446 fő (2023. december 31.).

## Népesség
A település népességének változása:
| Lakosok száma | 325  | 409  | 438  | 442  | 443  | 444  | 449  | 446  |
|               | 1975 | 1997 | 2005 | 2017 | 2019 | 2021 | 2022 | 2023 |